# Primula beesiana
Primula beesiana is een plant uit de sleutelbloemfamilie.
In het Engels is het een van de twee soorten die 'Candelabra Primrose' worden genoemd. De andere soort is de nauw verwante Primula bulleyana. De soort is afkomstig uit China.
De soort werd door George Forrest in 1908 voor het eerst in Engeland ingevoerd. Hij deed dit in opdracht van Arthur Kilpin Bulley, directeur van plantenkwekerij Bees Ltd., waar de soort naar vernoemd is.
De plant is een hoge sleutelbloem met paars-rode bloemen. De bloeiperiode valt in de late lente of de vroege zomer. De planten groeien op plaatsen in de zon of halfschaduw, maar hebben wel volop water nodig. De bloemen zijn zeer geurig.
... · P. auricula (Aurikel) · 
P. beesiana · 
P. bulleyana · 
P. clusiana · 
P. denticulata ·  
P. elatior (Slanke sleutelbloem) · 
P. farinosa · 
P. florindae · 
P. glutinosa (Kleverige sleutelbloem) · 
P. hirsuta · 
P. japonica · 
P. minima (Dwergsleutelbloem) · 
P. nutans · 
P. rosea · 
P. scandinavica · 
P. scotica · 
P. sieboldii · 
P. stricta · 
P. veris (Gulden sleutelbloem) · 
P. vulgaris (Stengelloze sleutelbloem) · ...